# Аракчеев, Пётр Андреевич
Пётр Андре́евич Аракче́ев (17 (28) августа 1780 — 6 (18) декабря 1841) — комендант Киево-Печерской крепости. Флигель-адъютант (1808—1816), генерал-майор (1816).
Младший брат фаворита Александра I графа Алексея Андреевича Аракчеева.

## Биография
Родился 17 августа 1780 года в семье поручика Андрея Андреевича Аракчеева и Елизаветы Андреевны (урожд. Ветлицкой). 15 ноября 1796 года выпущен из Артиллерийского корпуса подпоручиком в лейб-гвардии Артиллерийский батальон. В 1797 году произведён в поручики, 23 октября 1803 года — в штабс-капитаны, 25 мая 1806 года — в капитаны.
14 декабря 1806 года вышел в отставку, но 11 февраля 1808 года вновь поступил на службу с зачислением в лейб-гвардии Артиллерийский батальон и назначен состоять при Военном министерстве. 9 июня 1808 года назначен флигель-адъютантом Александра I и 30 августа 1808 года произведён в полковники. 9 февраля 1809 года прусским королём Фридрихом Вильгельмом III награждён орденом «Pour le Mérite».
С началом Отечественной войны 1812 года причислен 6 июля ко 2-й Западной армии, где 19 июля назначен состоять «для особенных поручений» при главнокомандующем генерале от инфантерии князе П. И. Багратионе. Во время Бородинского сражения исполнял обязанности дежурного генерала 2-й армии, 21 ноября 1812 года за храбрость награждён орденом Святого Владимира 3-й степени.
29 декабря 1812 года назначен киевским вторым комендантом. 11 сентября 1816 года произведён в генерал-майоры с оставлением в должности второго коменданта Киева. Затем занимал должность киево-печерского крепостного коменданта. 17 марта 1829 года уволен в отставку «за болезнью», с мундиром и пенсией.
Был женат на Наталье Ивановне (24.08.1785 — 23.10.1849), дочери тайного советника князя Ивана Андреевича Девлет-Кильдеева. Детей не имели.
Умер 6 декабря 1841 года. Похоронен в московском Симоновом монастыре в крипте Собора Тихвинской Божией Матери.